# Liste forstwirtschaftlicher Geräte und Maschinen
Die folgende Liste forstwirtschaftlicher Geräte und Maschinen ist alphabetisch sortiert, wobei Synonyme oder ähnliche Gerätschaften auf den Hauptbegriff verweisen.

## A
- Astungsleiter
- Astungssäge
- Astungsschere
- Axt

## B
- Bandmaß
- Baumstumpffräse
- Bitterlichstab
- Beil

## D
- Daxgrai
- Dendrometer
- Drahtabrollschlitten

## E
- Erdbohrer

## F
- Fällheber
- Fällkeil
- Fällkran
- Fluchtstab
- Forstschlepper
- Forstspezialmaschine
- Forstwinde
- Forwarder
- Freischneider

## G
- GPS

## H
- Hangschlepper
- Holzvollernter (Harvester)
- Heppe
- Hohlspaten
- Holzspalter
- Holzhacker

## K
- Kanthaken
- Klemmbank
- Kluppe

## M
- Messkluppe
- Meterstock
- Motorsäge

## N
- Nummerierwerkzeug

## P
- Packhaken
- Packzange
- Polterschild

## R
- Ramme
- Reißhaken
- Reißmeter
- Rödler
- Rückezug
- Rückepferd
- Rückeschlepper

## S
- S-Haken
- Sapie
- Sappel (Synonym für Sapie)
- Seilwinde
- Schäkel
- Schäleisen
- Schwengel
- Skidder
- Spaltgranate
- Spalthammer
- Spaltkeil
- Spiegelhypsometer
- Spiegelrelaskop
- Spreizler
- Säge-Spaltautomat

## T
- Tragrückeschlepper

## W
- Wendehaken
- Winkelzählprisma

## X
- Xylometer

## Z
- Zangenschlepper
- Zuwachsbohrer